# Melitaea balbina
Melitaea balbina är en fjärilsart som beskrevs av Robert Christopher Tytler 1927. Melitaea balbina ingår i släktet Melitaea och familjen praktfjärilar. Inga underarter finns listade i Catalogue of Life.